# Жихарєв Олександр Миколайович
Олександр Миколайович Жихарєв (рос. Александр Николаевич Жихарев; 1 червня 1993, Санкт-Петербург, Росія — 27 лютого 2022, Харків, Україна) — російський офіцер, капітан ЗС РФ. Герой Російської Федерації. Учасник російського вторгнення в Україну, військовий злочинець.

## Біографія
Народився в багатодітній сім'ї (6 дітей). Навчався в Санкт-Петербурзькій середній загальноосвітній школі №208, з 2006 року — в ліцеї №369. 
У 2009 році вступив в Новосибірське вище військове командне училище. 
У 2013 році переведений в Рязанське повітрянодесантне командне училище на спеціальний факультет. 
Після закінчення училища у 2014 році призначений командиром взводу 2-ї окремої бригади спеціального призначення в Пскові. Учасник бойових дій в різних гарячих точках, в тому числі у 2020 році — в Сирії. Здійснив понад 150 стрибків з парашутом. 
З 24 лютого 2022 року брав участь у вторгненні в Україну, командир роти (30 розвідників) своєї бригади. Бився на Харківському напрямку. 
Згідно з інформацією інтернет-видання The Insider, 27 лютого штурмова група під командуванням Жихарєва наосліп блукала Харковом і була блокована 92-ю бригадою Збройних сил України, поліцейським спецназом «Корд» та загоном територіальної оборони «Омега». Через це групі Жихарєва довелося сховатися в школі № 134, покинувши бронеавтомобіль «Тигр» та половину боєкомплекту. Водій другого бронетранспортера потрапив у полон до українців і видав інформацію про склад групи та її завдання: захопити управління СБУ і повісити російський прапор. Після 10-ї години очікування російського підкріплення та трьох спроб українців переконати групу здатися російський спецназ було знищено прицільним вогнем, у тому числі з танка. Всупереч поширеній проросійськими джерелами інформації про те, що українська сторона зазнала втрат у 30 осіб загиблими, за інформацією The Insider загинув один український військовослужбовець, ще п'ять були поранені, а також підбитий БТР-4. Російська сторона втратила 20 людей убитими — серед них був Жихарєв. За даними видання, на початку бою Жихарєв наказав своїм підлеглим триматися до кінця, при цьому сам із двома бійцями спробував прорватися зі школи та був убитий при спробі прориву.
25 квітня 2022 року був похований в Санкт-Петербурзі.

## Нагороди
- Неодноразовий призер і переможець змагань з військово-прикладних видів спорту ЗС РФ
- Звання «Майстер спорту Росії з рукопашного бою»
- Медаль «За військову доблесть» 2-го ступеня
- Медаль «Учаснику військової операції в Сирії»
- Медаль ордена «За заслуги перед Вітчизною» 2-го ступеня з мечами (8 лютого 2021)
- Звання «Герой Російської Федерації» (3 травня 2022, посмертно) — «за мужність і героїзм, проявлені під час виконання військового обов'язку.»

## Вшанування пам'яті
15 грудня 2022 року на будівлі Санкт-Петербурзького ліцею №369, в якому навчався Жихарєв, був встановлений пам'ятний знак.